# Джейсон Блок
Джейсон Блок (англ. Jason Block, 28 грудня 1989) — канадський плавець.
Учасник Олімпійських Ігор 2016 року.